# マルタ・ガスティーニ
マルタ・ガスティーニ（Marta Gastini、1989年10月2日 - ）は、イタリアの女優。

## 出演作品
- ボルジア　欲望の系譜2（ジュリア・ファルネーゼ）
- ダリオ・アルジェントのドラキュラ（ミナ・ハーカー）
- ボルジア　欲望の系譜（ジュリア・ファルネーゼ）
- ザ・ライト -エクソシストの真実-（ロザリア）